# Кадинен
Кадинен — общее название для пяти изомерных углеводородов C15H24, относящихся к терпенам сесквитерпенового ряда.
Получил своё название от названия растения Можжевельник колючий (англ. — Cade juniper, лат. — Juniperus oxycedrus L.).

## Свойства и нахождение в природе
Молекулярная масса 204,35 г/моль.
К изомерам кадинена относятся:
α-Кадинен (формула I)
Часто встречается в виде двух стереоизомеров: правовращающего и левовращающего. Представляет собой бесцветную вязкую жидкость.
D-α-кадинен является компонентом эфирного масла атласского кедра, западно-индийского сандалового дерева, можжевельника колючего. L-α-кадинен найден в эфирных маслах каде, кипариса, кубебы.
β-Кадинен (изозингиберен, формула II), γ-кадинен (формула III)
Встречаются во многих эфирных маслах вместе с α-кадиненом, а также в ягодах можжевельника, эфирных маслах хвои казацкого можжевельника, перца, камфорного дерева, лемонграсса, иланг-иланга, олибанума, пачули, гальбана.
δ-Кадинен (формула IV)
Присутствует в сесквитерпеновой фракции эфирного масла камфорного дерева.
Эпи-бициклосесквифелландрен (формула V)
Является одним из главных компонентов эфирного масла имбиря.